# Bob Wells
Bob Wells (1955 of 1956) is een Amerikaanse kampeerautobewoner, youtuber en auteur. Hij staat bekend als een inspiratiebron voor duizenden mensen die een minimalistische en nomadische levensstijl omarmen. Wells richtte de Rubber Tramp Rendezvous op, een jaarlijkse bijeenkomst van kampeerautobewoners in Quartzsite, Arizona, en Homes on Wheels Alliance, een liefdadigheidsorganisatie die een spartaanse levensstijl in een kampeerwagen propageert.

## Levensloop
Wells' vader werkte in een Safeway-supermarkt in Anchorage en overleed twee jaar nadat hij met pensioen was gegaan. Wells werkte in dezelfde winkel maar wilde niet, net als zijn vader, niet van zijn oude dag kunnen genieten. In 1995, na ruim twintig jaar in de winkel te hebben gewerkt, raakte hij verwikkeld in een echtscheiding waarbij twee kinderen betrokken waren, wat zijn financiën zo onder druk zette dat hij de huur van zijn huis niet meer kon opbrengen en geen andere mogelijkheid meer zag dan in een gesloten bakwagen te gaan wonen. Na zes jaar hertrouwde hij en betrok hij weer een huis. Op een dag in 2005, nadat hij een moeder en haar drie kinderen in de kou in een auto had zien slapen, richtte hij de website Cheap RV Living op om advies te geven aan eenieder die een zorgeloos leven in een voertuig ambieerde. Wells verhuisde met zijn echtgenote naar North Carolina maar onderging het huwelijk en het wonen in een huis als een opgave. Hij scheidde vervolgens opnieuw en besloot weer in een voertuig te gaan wonen.